# Viseur point rouge
Cet article concerne le système de projection sur lentille. Pour le système de projection sur la cible, voir Pointeur laser.
 (octobre 2022).
Si vous disposez d'ouvrages ou d'articles de référence ou si vous connaissez des sites web de qualité traitant du thème abordé ici, merci de compléter l'article en donnant les références utiles à sa vérifiabilité et en les liant à la section « Notes et références ».

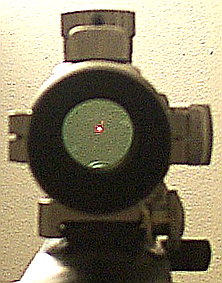
Viseur point rouge Tasco ProPoint 5 MOA (modèle PDP2ST), monté sur un fusil Ruger 10/22. Fabriqué au Japon pour Tasco, le viseur point rouge ProPoint 2 est l'un des premiers à être devenu très populaire.

Le viseur point rouge (ou « viseur red dot ») est un viseur pour armes à feu qui projette un point lumineux (ou réticule) sur une lentille devant l'œil du tireur, ce qui dispense ce dernier de devoir aligner les organes de visée de l'arme, permettant ainsi une visée plus rapide. De plus, contrairement au pointeur laser, le « point rouge » n'est pas projeté sur la cible, ce qui le rend bien plus discret.
Il est parfois utilisé comme mire pour les télescopes et les appareils photos numériques « bridge » (apparition du point rouge dans le viseur électronique).

## Caractéristiques
Les viseurs point rouge ont recours à la réfraction ou la réflexion pour produire une image collimatée d'un réticule. Cette image a la propriété d'être projetée à l'infini, ce qui donne l'impression à l'utilisateur que le réticule est sur la cible. Étant donné que le réticule est collimaté, zoomer sur la cible est très difficile, parce que la mire serait trop difficile à stabiliser[réf. nécessaire]. La projection à l'infini présente cependant l'avantage de pouvoir voir l'image de la cible et le réticule nettement, quelle que soit la distance entre l'œil et la lunette. Cela rend le viseur point rouge approprié pour les pistolets, pistolets mitrailleurs, fusils militaires et fusils de chasse.
La caractéristique la plus connue des viseurs point rouge est que certains, mais pas tous, compensent la parallaxe qui survient lorsque le tireur bouge la tête. En d'autres termes, le réticule sera proche du point d'impact, même s'il est vu avec un angle. Toutefois, la correction de la parallaxe n'est pas toujours parfaite, sur certains modèles. Suivant la qualité du viseur, la distance entre le tireur et la cible et l'angle avec lequel on regarde dans le viseur, l'imprécision sur le tir peut être importante.

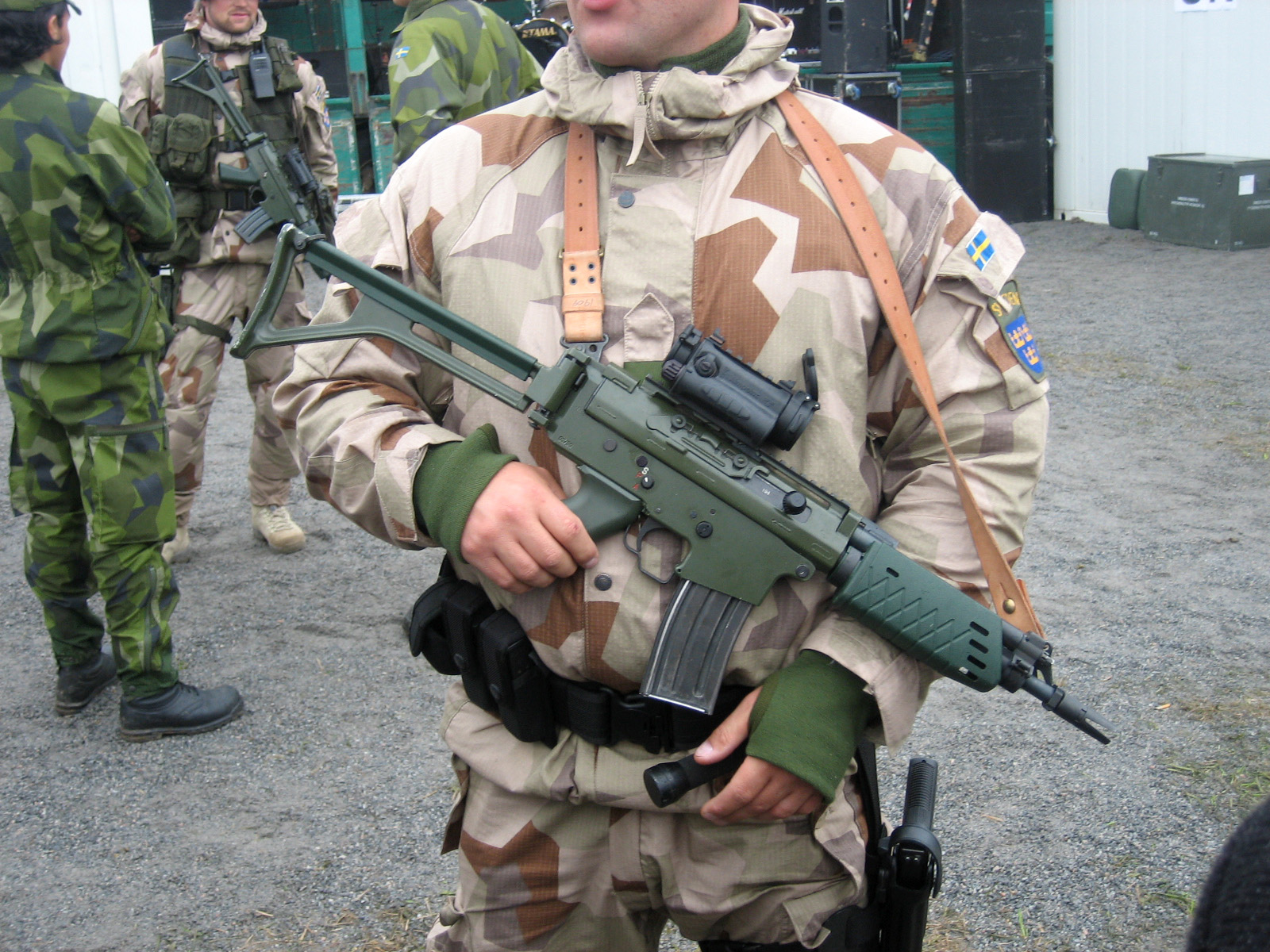
Fusil AK5-D équipé d'un viseur point rouge de marque Aimpoint.

Le viseur a l'avantage de ne faire aucun agrandissement[réf. nécessaire] : les deux yeux peuvent donc être ouverts. Ainsi, l'œil qui voit le réticule va automatiquement superposer son image à celle de l'autre œil, conférant au tireur une perception normale de la profondeur et l'intégralité de son champ visuel. Ces avantages rendent le viseur point rouge rapide et facile d'utilisation.
Comme pour les lunettes, les viseurs point rouge placent l'image de la cible et le réticule sur le même plan optique. Puisqu'il n'y a pas d'agrandissement de l'image, le tireur ne subit pas les phénomènes de parallaxe et de dégagement oculaire. Le fort dégagement oculaire des viseurs point rouge permet de les installer à n'importe quelle distance de l'œil, ce qui peut être particulièrement intéressant pour les armes à fort recul.
Il ne faut pas confondre le point rouge avec le viseur holographique. En effet, un viseur holographique emploie la réflexion d'un laser pour produire un réticule, alors que le point rouge utilise une diode de faible puissance, qui produit certes un motif moins précis mais offre généralement une visée plus rapide et une autonomie bien plus importante. En contrepartie, un viseur holographique est plus puissant, offre une visée plus précise, est moins sensible à la météo et aux dérives de parallaxe, mais est aussi plus massif et ses batteries sont épuisées plus rapidement.

### Types
Il existe deux types de point rouge, le « tubulaire » qui est en forme de tube plus ou moins grand, l'intensité du point peut varier. Les deux principales marques sont Aimpoint ou encore Tasco, mais il en existe d'autres.[réf. souhaitée]
Il existe également les point rouge « panoramique » (autrement appelé « à écran ») ; c'est un projecteur qui l'envoie sur le verre, l'intensité du point est généralement fixe.[réf. souhaitée]

## Réticules
Le réticule le plus répandu est un petit point de 5 minutes d'angle (5 MOA, pour « minutes of arc » en anglais), illuminé par une LED rouge, d'où l'appellation « point rouge ».
Les mires qui utilisent ces points sont quasiment toutes mesurées en minutes d'angle. Cette unité est pratique pour les tireurs utilisant les unités de mesure anglo-saxonnes, puisqu'elle correspond environ à 1,0472 pouce à une distance de 91,44 mètres (100 yards). Cette valeur est généralement arrondie à 1 pouce à 100 yards, ce qui fait que les minutes d'arc sont très faciles à manipuler en balistique. Le point de 5 pouces est suffisamment petit pour ne pas cacher la cible, mais suffisamment large pour pouvoir le trouver rapidement. Pour des tirs précis et rapides, des points plus gros sont préférés ; des points ou des cercles de 7, 10, 15 et même de 20 pouces existent. Ces points sont souvent combinés avec des lignes horizontales et/ou verticales.
Les sources lumineuses les plus répandues des mires point rouge sont des LED alimentées par une batterie, des collecteurs de lumière en fibre optique, voire des capsules de tritium[réf. nécessaire]. La couleur du point est d'habitude rouge ou ambre pour un maximum de visibilité face aux différents arrière-plans. Certains points rouges sont également visibles à travers des lunettes de vision nocturne. Des mires plus récentes peuvent afficher un réticule en forme de triangle ou de chevron (un V renversé) au lieu d'un point, pour une plus grande précision de la visée et une meilleure estimation de la distance.

## Types de mires

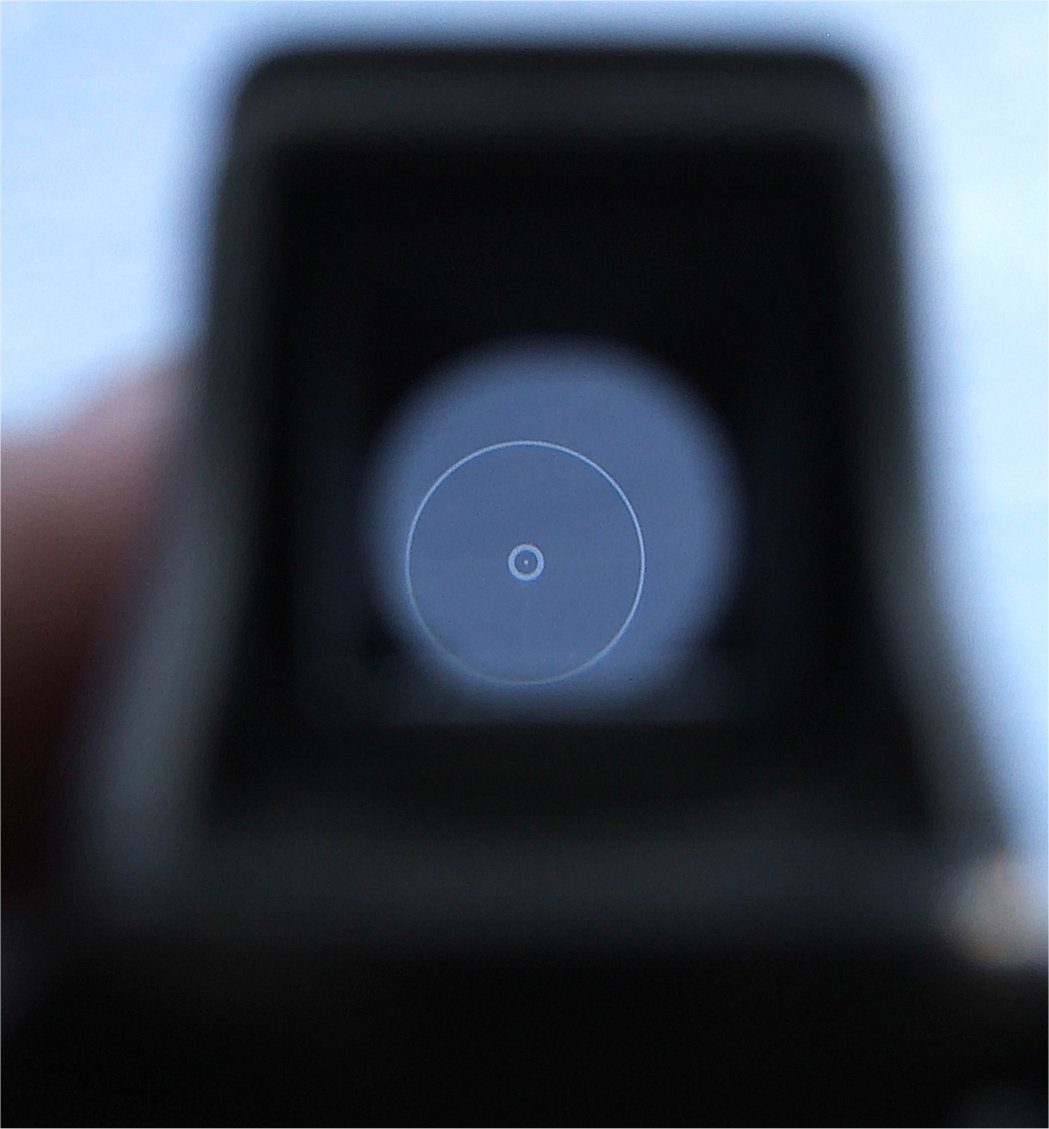
Tous les viseurs point rouge ne possèdent pas de point rouge, comme c'est le cas pour ce viseur utilisé sur le FN P90.

Certains des premiers viseurs point rouge conçus étaient des viseurs « occlus » : la cible n'était pas visible dans le viseur. En regardant dans le viseur avec seulement un œil, le tireur ne voyait qu'un point rouge (souvent illuminé par une source de lumière extérieure, grâce à de la fibre optique). En ouvrant les deux yeux, l'image du point était superposée par le cerveau à celle de la cible.
Actuellement, presque tous les viseurs point rouge utilisent un verre incurvé et partiellement réfléchissant. Cette lentille permet à l'image de la cible d'être perçue par le tireur à l'infini, en plus de collimater et réfléchir l'image du réticule dans l'œil du tireur. Ainsi, le viseur peut être utilisé, soit avec un œil, soit avec les deux.
Les mires modernes sont classées en deux catégories : tube long et « open design ». Les tubes longs ressemblent aux lunettes standards : un tube cylindrique contenant les composants optiques. Cependant, puisque les points rouges ne nécessitent qu'une seule surface réfléchissante, le tube n'est pas une obligation. L’open design consiste à monter un anneau sur l'arme, à l'intérieur duquel est inséré une lentille réfléchissante. L’open design est donc plus léger et moins encombrant qu'un tube long. En revanche, des tubes longs plus chers proposent des filtres de polarisation et de réduction des éclats lumineux, ce qui est impossible avec les mires open design.

## Utilisation
Les viseurs point rouge sont populaires dans les sports de tir, tel l’International Practical Shooting Confederation (en) (IPSC). Les militaires les ont adoptés, en raison de la facilité et la rapidité d'utilisation, et parce qu'ils fonctionnent très bien dans des conditions de faible luminosité. L’United States Army a adopté le Aimpoint CompM2 (désignation : « M68 Close Combat Optic ») et en a équipé les unités déployées pour la « guerre contre le terrorisme ». Les viseurs point rouge sont également populaires chez les joueurs de paintball et d'airsoft, pour des raisons similaires.
Il est possible d'ajuster la luminosité du point sur la majorité des viseurs point rouge, passivement ou activement, pour l'adapter aux conditions de luminosité ambiante. Puisque les viseurs peuvent être placés à n'importe quelle distance de l'œil sans problème de mise au point, ils sont placés sur les armes là où c'est le plus facile, par exemple sur le garde-main du M16, ou sur un système de rails (typiquement sur un rail Picatinny). Cela permet de laisser suffisamment de place pour un autre équipement, telle une lunette de vision nocturne.
Les viseurs point rouge peuvent également être utilisés comme système de visée sur les appareils photos numériques de type « bridge », qui ont un viseur électronique. De tels appareils photo souffrent d'un blackout du viseur électronique, lorsqu'ils prennent des photos en rafale[réf. nécessaire]. Cela est souvent la cause de la sortie de l'objet du champ de vision de l'appareil photo après quelques vues. Un viseur point rouge bien calibré sur le viseur électronique permet au photographe de viser l'objet en mouvement en n'utilisant que le réticule.